# Bertil Thyrén
Karl Bertil Thyrén, född 2 november 1903 i Knista församling, Örebro län, död 2 juli 1976 i Sankt Görans församling, Stockholm, var överstelöjtnant i Frälsningsarmén och översättare av sångtexter.
Som frälsningsofficer har Thyrén tjänstgjort i Sverige, Estland, Finland och Norge. Han var sekreterare för Frälsningsarméns manliga sociala arbete och medarbetare på Stridsropets redaktion.

## Sånger
- Vår Frälsare kom för att lösa var själ